# Anii 730
Secole: Secolul al VII-lea - Secolul al VIII-lea - Secolul al IX-lea
Decenii: Anii 680 Anii 690 Anii 700 Anii 710 Anii 720 - Anii 730 - Anii 740 Anii 750 Anii 760 Anii 770 Anii 780
Ani: 730 | 731 | 732 | 733 | 734 | 735 | 736 | 737 | 738 | 739